# جنگ‌های هندوچین

نواحی استعماری فرانسه و بریتانیا در هندوچین

جنگ‌های هندوچین (به ویتنامی: Chiến tranh Đông Dương) یک سری از جنگ‌هایی است که در آسیای جنوب شرقی از سال ۱۹۴۶ تا سال ۱۹۸۹ بین نیروهای کمونیست هندوچینی و نیروهای فرانسوی، ویتنامی جنوبی، آمریکایی، کامبوج، لائوس و چینی جریان داشت. اصطلاح «هندوچین» در اصل به هندوچین فرانسه اشاره داشت که شامل کشورهای کنونی ویتنام، لائوس و کامبوج است.
این جنگ‌ها شامل موارد زیر است:
- جنگ اول هندوچین (که در فرانسه جنگ هندوچین و در ویتنام جنگ فرانسوی خوانده می‌شود) پس از پایان جنگ جهانی دوم در سال ۱۹۴۵ شروع شد و تا زمان شکست فرانسه در سال ۱۹۵۴ ادامه یافت. پس از یک مبارزهٔ طولانی و مقاومت در برابر فرانسه و ژاپن، نیروهای ویتنام پس از آنکه نیروهای فرانسوی، ژاپنی و ویشی در ۱۵ اوت ۱۹۴۵ در شمال تسلیم شدند مدعی پیروزی شدند.
- دومین جنگ هندوچین